# 50. ceremonia wręczenia nagród Brytyjskiej Akademii Filmowej
50. ceremonia rozdania nagród Brytyjskiej Akademii Sztuk Filmowych i Telewizyjnych miała miejsce 29 kwietnia 1997 roku. Najwięcej statuetek (6) otrzymał film Angielski pacjent.

## Nominacje
Laureaci oznaczeni są wytłuszczeniem

### Najlepszy film
- Saul Zaentz, Anthony Minghella – Angielski pacjent
- Jane Scott, Scott Hicks – Blask
- Joel i Ethan Coenowie – Fargo
- Simon Channing-Williams, Mike Leigh – Sekrety i kłamstwa

### Najlepszy film zagraniczny
- Frédéric Brillion, Philippe Carcassonne, Gilles Legrand, Patrice Leconte – Śmieszność
- Eric Abraham, Jan Svěrák – Kola
- Alain Sarde, Claude Sautet – Nelly i pan Arnaud
- Hans De Weers, Marleen Gorris – Ród Antonii

### Najlepszy aktor
- Geoffrey Rush − Blask
- Ralph Fiennes − Angielski pacjent
- Ian McKellen − Ryszard III

### Najlepsza aktorka
- Brenda Blethyn − Sekrety i kłamstwa
- Frances McDormand − Fargo
- Kristin Scott Thomas − Angielski pacjent
- Emily Watson − Przełamując fale

### Najlepszy aktor drugoplanowy
- Paul Scofield − Czarownice z Salem
- John Gielgud − Blask
- Edward Norton − Lęk pierwotny
- Alan Rickman − Michael Collins

### Najlepsza aktorka drugoplanowa
- Juliette Binoche − Angielski pacjent
- Lauren Bacall − Miłość ma dwie twarze
- Marianne Jean-Baptiste − Sekrety i kłamstwa
- Lynn Redgrave − Blask

### Najlepszy scenariusz oryginalny
- Mike Leigh − Sekrety i kłamstwa
- Jan Sardi − Blask
- Joel i Ethan Coenowie − Fargo
- John Sayles − Na granicy
- Mark Herman − Orkiestra

### Najlepszy scenariusz adaptowany
- Anthony Minghella − Angielski pacjent
- Arthur Miller − Czarownice z Salem
- Alan Parker, Oliver Stone − Evita
- Ian McKellen, Richard Loncraine − Ryszard III

### Najlepsze zdjęcia
- John Seale − Angielski pacjent
- Darius Khondji − Evita
- Roger Deakins − Fargo
- Chris Menges − Michael Collins

### Najlepsze kostiumy
- Shuna Harwood − Ryszard III
- Ann Roth − Angielski pacjent
- Penny Rose − Evita
- Alexandra Byrne − Hamlet

### Najlepszy dźwięk
- Jim Greenhorn, Toivo Lember, Livia Ruzic, Roger Savage, Gareth Vanderhope − Blask
- Mark Berger, Pat Jackson, Walter Murch, Christopher Newman, David Parker, Ivan Sharrock − Angielski pacjent
- Bob Beemer, Bill W. Benton, Chris Carpenter, Sandy Gendler, Val Kuklowsky, Jeff Wexler − Dzień Niepodległości
- Anna Behlmer, Eddy Joseph, Andy Nelson, Ken Weston, Nigel Wright − Evita

### Najlepszy montaż
- Walter Murch − Angielski pacjent
- Pip Karmel − Blask
- Gerry Hambling − Evita
- Roderick Jaynes − Fargo

### Najlepsze efekty specjalne
- Stefen Fangmeier, John Frazier, Henry LaBounta, Habib Zargarpour – Twister
- Tricia Henry Ashford, Volker Engel, Clay Pinney, Douglas Smith, Joe Viskocil − Dzień Niepodległości
- Jon Farhat − Gruby i chudszy
- Eben Ostby, William Reeves − Toy Story

### Najlepsza charakteryzacja i fryzury
- Rick Baker, David LeRoy Anderson − Gruby i chudszy
- Lynda Armstrong, Martial Corneville, Colin Jamison, Jean-Luc Russier − 101 dalmatyńczyków
- Fabrizio Sforza, Nigel Booth − Angielski pacjent
- Sarah Monzani, Martin Samuel − Evita

### Najlepsza scenografia
- Catherine Martin − Ryszard III
- Stuart Craig − Angielski pacjent
- Brian Morris − Evita
- Tim Harvey − Hamlet

### Najlepszy brytyjski film – Nagroda im. Aleksandra Kordy
- Simon Channing Williams, Mike Leigh – Sekrety i kłamstwa
- Steve Abbott, Mark Herman – Orkiestra
- Sally Hibbin, Ken Loach – Pieśń Carli
- Lisa Katselas Paré, Stephen Bayly, Richard Loncraine – Ryszard III

### Najlepszy reżyser – Nagroda im. Davida Leana
- Joel Coen − Fargo
- Scott Hicks − Blask
- Mike Leigh − Sekrety i kłamstwa
- Anthony Minghella − Angielski pacjent

### Najlepsza muzyka – Nagroda im. Anthony'ego Asquita
- Gabriel Yared − Angielski pacjent
- David Hirschfelder − Blask
- Trevor Jones − Orkiestra
- Andrew Lloyd Webber, Tim Rice − Evita

## Podsumowanie
Laureaci

Nagroda / Nominacja
- 6 / 13 – Angielski pacjent
- 3 / 6 – Sekrety i kłamstwa
- 2 / 5 – Ryszard III
- 2 / 9 – Blask
- 1 / 2 – Czarownice z Salem
- 1 / 2 – Gruby i chudszy
- 1 / 6 – Fargo

Przegrani
- 0 / 2 – Dzień Niepodległości
- 0 / 2 – Michael Collins
- 0 / 2 – Hamlet
- 0 / 3 – Orkiestra
- 0 / 8 – Evita